# Escuts i banderes del Moianès
Els escuts i banderes del Moianès són el conjunt de símbols que representen els municipis d'aquesta comarca. S'hi inclouen els escuts i les banderes oficialitzats per la Conselleria de Governació i Administracions Públiques de la Generalitat de Catalunya des del 1981, que és qui en té la competència. No té escut oficial l'Estany, i no tenen bandera oficial l'Estany, Granera ni Moià.

## Escuts oficials

Calders Aprovat el 13 de desembre de 1985.
Castellcir Aprovat el 28 de setembre del 1984.
Castellterçol Publicat al DOGC el 15 de juny de 1988.
Collsuspina Aprovat el 26 de maig de 1988.
Granera Aprovat el 16 de juny de 1983.
Moià Aprovat el 19 de setembre de 2017.
Monistrol de Calders Aprovat el 19 de setembre de 1996.
Santa Maria d'Oló Aprovat el 13 de desembre de 1991.
Sant Quirze Safaja Aprovat l'1 de juny de 1983.

## Banderes oficials

Calders Aprovada el 23 de juliol de 1990.
Castellcir Publicada al DOGC el 8 d'agost de 2002.
Castellterçol Publicada al DOGC el 5 de desembre de 1995.
Collsuspina Publicada al DOGC el 22 de juny de 2006.
Monistrol de Calders Publicada al DOGC el 27 d'octubre de 1998.
Santa Maria d'Oló Publicada al DOGC el 18 de maig de 1992.
Sant Quirze Safaja Publicada al DOGC el 4 d'abril de 2001.